# Cugnaux
Cugnaux este o comună în departamentul Haute-Garonne din sudul Franței. În 2009 avea o populație de 15.862 de locuitori.

## Evoluția populației
| An        | 1975  | 1982  | 1990   | 1999   | 2006   | 2009   |
| --------- | ----- | ----- | ------ | ------ | ------ | ------ |
| Populație | 9.516 | 9.461 | 11.311 | 12.997 | 16.019 | 15.862 |